# Вирџинија Брус
Вирџинија Брус (енгл. Virginia Bruce) је била америчка глумица и певачица, рођена 29. септембра 1910. године у Минеаполису, а преминула 24. фебруара 1982. године у Вудланд Хилсу.

## Филмографија
| Улоге Вирџинија Брус |                |               |           |          |
| Година               | Српски назив   | Изворни назив | Улога     | Напомена |
| 1936.                | Велики Зигфилд |               | Одри Дејн |          |